# São José do Rio Preto
São José do Rio Preto város Brazíliában, São Paulo államban. Lakosainak száma 480 393 fő (2022). São José do Rio Preto Ipiguá, Mirassol, Cedral, Onda Verde, Bady Bassitt és Guapiaçu községekkel határos.

## Népesség
A település népességének változása:
| Lakosok száma | 408 258 | 469 173 | 480 393 |
|               | 2000    | 2021    | 2022    |